# Cerianthus sulcatus
Cerianthus sulcatus is een Cerianthariasoort uit de familie van de Cerianthidae. De wetenschappelijke naam van de soort is voor het eerst geldig gepubliceerd in 1898 door Kwietniewski.